# Grande Prêmio da África do Sul de 1973
Resultados do Grande Prêmio da África do Sul de Fórmula 1 realizado em Kyalami à 3 de março de 1973. Terceira etapa da temporada, teve como vencedor o britânico Jackie Stewart.
No meio da corrida, Clay Regazzoni bateu, e seu carro começou a pegar fogo. Ele foi salvo pelo britânico Mike Hailwood. Se não fosse por Hailwood, Regazzoni poderia ter morrido com esse acidente.

## Classificação da prova
| Pos | Nº | Piloto               | Construtor        | Voltas | Tempo/Diferença  | Grid | Pontos |
| --- | -- | -------------------- | ----------------- | ------ | ---------------- | ---- | ------ |
| 1   | 3  | Jackie Stewart       | Tyrrell-Ford      | 79     | 1:43:11.07       | 16   | 9      |
| 2   | 6  | Peter Revson         | McLaren-Ford      | 79     | + 24.55          | 6    | 6      |
| 3   | 1  | Emerson Fittipaldi   | Lotus-Ford        | 79     | + 25.06          | 2    | 4      |
| 4   | 9  | Arturo Merzario      | Ferrari           | 78     | + 1 volta        | 15   | 3      |
| 5   | 5  | Denny Hulme          | McLaren-Ford      | 77     | + 2 voltas       | 1    | 2      |
| 6   | 23 | George Follmer       | Shadow-Ford       | 77     | + 2 voltas       | 21   | 1      |
| 7   | 18 | Carlos Reutemann     | Brabham-Ford      | 77     | + 2 voltas       | 8    |        |
| 8   | 12 | Andrea de Adamich    | Surtees-Ford      | 77     | + 2 voltas       | 20   |        |
| 9   | 7  | Jody Scheckter       | McLaren-Ford      | 75     | Motor            | 3    |        |
| 10  | 21 | Howden Ganley        | Iso-Marlboro-Ford | 73     | + 6 voltas       | 19   |        |
| 11  | 2  | Ronnie Peterson      | Lotus-Ford        | 73     | + 6 voltas       | 4    |        |
| Ret | 11 | José Carlos Pace     | Surtees-Ford      | 69     | Acidente         | 9    |        |
| NC  | 26 | Eddie Keizan         | Tyrrell-Ford      | 67     | + 12 voltas      | 22   |        |
| NC  | 14 | Jean-Pierre Jarier   | March-Ford        | 66     | + 13 voltas      | 18   |        |
| NC  | 4  | François Cevert      | Tyrrell-Ford      | 66     | + 13 voltas      | 25   |        |
| NC  | 24 | Mike Beuttler        | March-Ford        | 65     | + 14 voltas      | 23   |        |
| Ret | 19 | Wilson Fittipaldi    | Brabham-Ford      | 52     | Câmbio           | 17   |        |
| Ret | 20 | Jackie Pretorius     | Iso-Marlboro-Ford | 35     | Superaquecimento | 24   |        |
| Ret | 17 | Niki Lauda           | BRM               | 26     | Motor            | 10   |        |
| Ret | 22 | Jackie Oliver        | Shadow-Ford       | 14     | Motor            | 14   |        |
| Ret | 16 | Jean-Pierre Beltoise | BRM               | 4      | Embreagem        | 7    |        |
| Ret | 25 | Dave Charlton        | Lotus-Ford        | 3      | Acidente         | 13   |        |
| Ret | 15 | Clay Regazzoni       | BRM               | 2      | Acidente         | 5    |        |
| Ret | 8  | Jacky Ickx           | Ferrari           | 2      | Acidente         | 11   |        |
| Ret | 10 | Mike Hailwood        | Surtees-Ford      | 2      | Acidente         | 12   |        |

## Tabela do campeonato após a corrida
|   | Pos. | Piloto             | Pontos |
| - | ---- | ------------------ | ------ |
|   | 1    | Emerson Fittipaldi | 22     |
|   | 2    | Jackie Stewart     | 19     |
| 1 | 3    | Denny Hulme        | 8      |
| 6 | 4    | Peter Revson       | 6      |
| 2 | 5    | François Cevert    | 6      |

|   | Pos. | Construtor   | Pontos |
| - | ---- | ------------ | ------ |
|   | 1    | Lotus-Ford   | 22     |
|   | 2    | Tyrrell-Ford | 21     |
|   | 3    | McLaren-Ford | 12     |
|   | 4    | Ferrari      | 9      |
| 1 | 5    | Brabham-Ford | 1      |

- Nota: Somente as primeiras cinco posições estão listadas. Em 1973 os pilotos computariam sete resultados nas oito primeiras corridas do ano e seis nas últimas sete. Neste ponto esclarecemos: na tabela dos construtores figurava somente o melhor colocado dentre os carros do mesmo time.